# Aseri

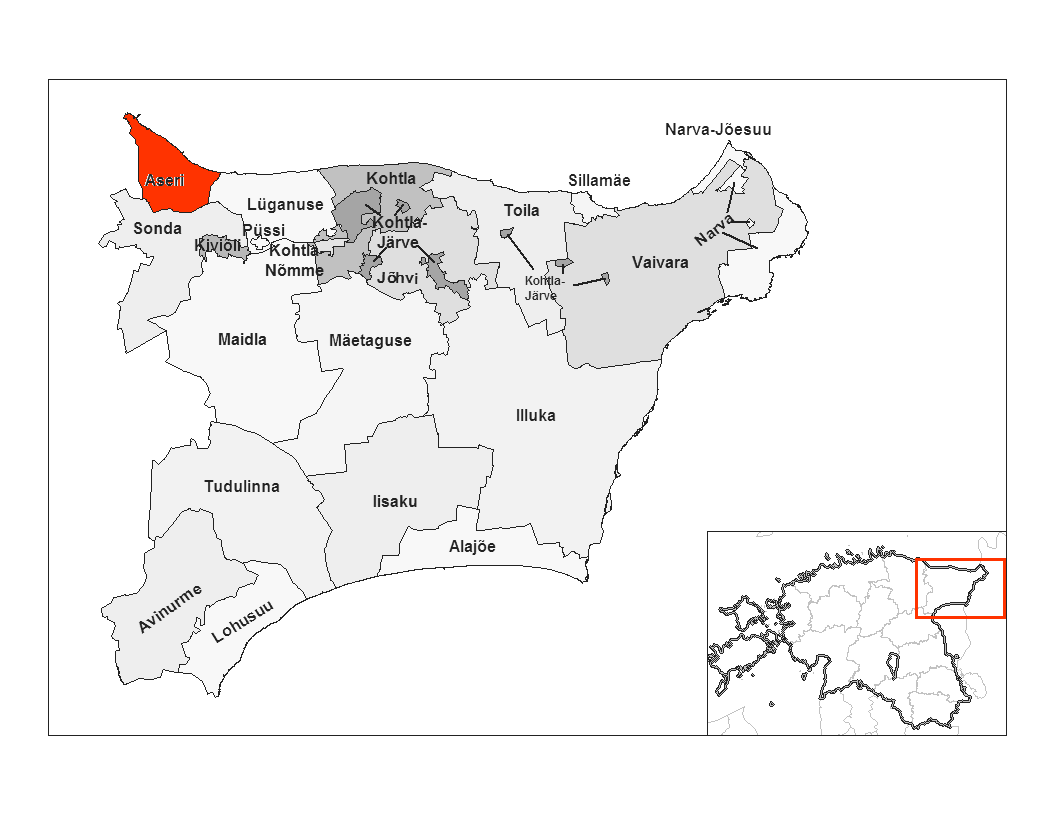
Localização de Aseri na região de Ida-Viru

Aseri é um município rural na região de Ida-Viru, no norte da Estónia. Sua população é de 2210 habitantes e uma área de 67,14 km². Coordenadas: 

## Vilas
- Aseriaru
- Kalvi
- Kestla
- Koogu
- Kõrkküla
- Kõrtsialuse
- Oru
- Rannu